# Rich Text Format
Rich Text Format (spesso abbreviato RTF) è un formato multipiattaforma e proprietario per documenti testuali, inizialmente sviluppato nel 1981 da Charles Simonyi, che diventò poi membro della Microsoft, e consolidato nel 1987 anche grazie alla collaborazione con David Luebbert.
Un documento RTF è un file ASCII con stringhe di comandi speciali in grado di controllare le informazioni riguardanti la formattazione del testo: il tipo di carattere e il colore, i margini, i bordi del documento, ecc.
Nonostante la maggior parte degli editor di testo e dei word processor (disponibili per Microsoft Windows, Mac OS e Linux) siano in grado di leggere e scrivere documenti RTF, sui sistemi operativi Microsoft non è garantito il mantenimento della formattazione originaria, dato che il formato non è mai stato standardizzato.
Il formato RTF permette di mantenere la formattazione e le immagini presenti in un documento ma non incorpora nessuna macro. Essendo spesso le macro vettori di virus informatici, RTF è un formato di file più sicuro rispetto a documenti di Office per l'invio di allegati di posta elettronica.

## Esempio
Ecco un esempio di codice RTF:
```
{\rtf
    Ciao!\par
    Ecco del testo in {\b grassetto}.\par
}
```

Un word processor in grado di interpretare i comandi RTF, visualizzerà un testo simile al seguente:

Ciao!
Ecco del testo in grassetto.

La presenza del simbolo di barra rovesciata (backslash) (\) indica l'inizio di un codice di comando RTF. Il comando \par introduce una nuova riga, e \b attiva il testo in grassetto. Le parentesi graffe ({ e }) definiscono un gruppo; l'esempio di codice precedente utilizza un gruppo per limitare il raggio d'azione del comando \b.
Tutto il resto viene trattato come testo semplice o da formattare.
Un documento RTF valido è a sua volta un gruppo il cui primo comando è \rtf.